# L'aiuola che ci fa tanto feroci
L'aiuola che ci fa tanto feroci (Paradiso XXII, 151) è un verso del ventiduesimo canto del Paradiso, dalla Divina Commedia di Dante Alighieri.
Dante e Beatrice stanno seguendo Benedetto all'Empireo, nello spazio dei Gemelli, il segno dei pellegrini; Dante rivede i cieli dei sette pianeti e, in quel fondo dell'infinito, la terra, l'aiuola che ci fa tanto feroci, che scatena fatalmente gli istinti violenti degli uomini (vv.145-154), e da cui si sente ormai lontano.
(vv. 145-153)
C'è una citazione esplicita a Boezio (De consolatione philosophiae II, 7), in cui la nozione cosmogonica della "terra-aiuola" è collocata come lontanissima, anche se all'interno di un luminoso quadro astrale.